# Prunoideae
Le Prunoideae sono una sottofamiglia delle Rosaceae. Comprende piante legnose a portamento arboreo o arbustivo. Rappresentano uno dei più importanti raggruppamenti di specie d'interesse agrario in frutticoltura, facenti capo al gruppo delle Drupacee.

## Descrizione
Le Prunoideae sono alberi o arbusti poco sviluppati in altezza. Le foglie sono alterne, semplici, in genere non persistenti.
I fiori sono solitari o appaiati, all'ascella delle foglie, oppure riuniti in piccole infiorescenze ad ombrella o a corimbo al termine di brevi rametti, tecnicamente chiamati dardi fioriferi. La simmetria è raggiata e pentamera, con calice gamosepalo e corolla dialipetala, di colore variabile dal bianco al roseo al rosa. Il gineceo è monocarpellare, semisupero, inserito su di un ricettacolo a forma di coppa poco concava, l'androceo è composto da numerosi stami.
Il frutto è rappresentato da una drupa di varie dimensioni, con mesocarpo carnoso ed endocarpo legnoso.

## Tassonomia
Il tipico rappresentante di questa sottofamiglia è il genere Prunus che comprende, oltre a specie spontanee, diverse specie coltivate per la produzione dei frutti o di portinnesti, oppure a scopo ornamentale. Altri schemi tassonomici suddividono il genere in più generi.
Fra le specie più comuni si segnalano le seguenti:
- P. persica (syn. Persica vulgaris). Pesco.
- P. domestica. Susino, prugno.
- P. dulcis (syn. P. communis, P. amygdalus, Amygdalus communis). Mandorlo.
- P. cerasus (syn. Cerasus vulgaris). Marasca.
- P. armeniaca (syn. Armeniaca vulgaris). Albicocco.
- P. cerasifera (syn. P. myrobalana). Mirabolano, susino-ciliegio.
- P. spinosa. Prugnolo, prugno spinoso.
- P. avium (syn. Cerasus avium). Ciliegio.
- P. mahaleb (syn. Cerasus mahaleb). Ciliegio canino, ciliegio di S. Lucia, magaleppo, ciliegio odoroso.
- P. laurocerasus. Lauroceraso.

## Importanza
Insieme alle Maloideae le Prunoidee sono le specie di maggior interesse e diffusione nell'ambito della frutticoltura e perciò sono largamente oggetto di miglioramento genetico. La loro diffusione copre tutti i continenti, con l'esclusione delle zone più fredde e di quelle più calde. Pesco, susino, ciliegio e albicocco sono coltivati sia per la produzione di frutti per il consumo fresco sia per la trasformazione industriale (confetture, succhi e nettari, liquori, ecc.). Il mandorlo è coltivato per la produzione di frutta secca. Nell'ambito delle specie tipo sono state inoltre selezionate varietà che per l'abbondante fioritura hanno interesse ornamentale. Il magaleppo e il mirabolano sono inoltre usati come portinnesti.
Il lauroceraso è una comune pianta ornamentale. La sua particolarità, nell'ambito delle Rosacee è quella di essere una pianta velenosa.